# Suite en fa dièse
La Suite en fa dièse, op. 14, est un cycle de pièces pour piano d'Albert Roussel. Composée en 1909, elle est créée le 28 janvier 1911 à la Société nationale de musique par Blanche Selva, sa dédicataire.

## Structure
1. Prélude
Pièce tragique et fougueuse qui s'inspire d'un fait réel, la disparition en mer d'un marin en 1893 lorsque le compositeur était à bord d'une canonnière en Méditerranée.
2. Bourrée
Scherzo farouche sur une scansion ternaire (à 
) typique de la danse populaire d'Auvergne.
3. Sicilienne
Balancement calme et lyrique sur une mesure à
4. Ronde
L'angoisse initiale évolue vers une allégresse finale.

## Discographie
- « Albert Roussel, l'intégrale pour piano », Lucette Descaves (piano), 2 disques 33t, Versailles MEDX12011 et MEDX12012, 1959[1],[2].
- « Albert Roussel, intégrale de l'œuvre pour piano », 2 disques 33t, Jean Boguet (piano), Belvédère BEL 1111 et BEL 1112, 1969[3],[2].
- « Albert Roussel, l'Œuvre de piano », Alain Raës (piano), Solstice 3D 8005, Paris, 20-22 octobre 1979.
- Roussel : Promenade sentimentale, Complete Piano Music, 2 CD, Emanuele Torquati (piano), Brilliant Classics 94329, 2012[4].
- Roussel : Piano Music Vol. 2, Jean-Pierre Armengaud (piano), Naxos 8.573171, 2016[5].
- Albert Roussel Edition, CD 1, Jean Doyen (piano), Erato 0190295489168, 2019[6].